# Krasnaya Moskva
Krasnaya Moskva, in russo Красная Москва? (letteralmente "Mosca rossa" o "bella Mosca") è un profumo ideato nel 1913, il primo profumo prodotto in Unione Sovietica a partire dal 1925.

## Storia
Il profumo era stato ideato dal profumiere di origini francesi, Henry Brocard, immigrato in Russia e fondatore della fabbrica di saponi a lui intitolata. Per il tricentenario della dinastia dei Romanov ideò il particolare e forte bouquet del profumo che offrì in dono alla madre dello zar Nicola II, l'ex regina consorte Marija Fëdorovna nel 1913. L'omaggio fu gradito e il profumo, commercializzato con il nome francese di Le Bouquet Préféré de l'Impératrice, grazie alla pubblicità assicuratagli dai "regali" testimonials, si diffuse con successo in Russia.
Subito dopo la rivoluzione di ottobre la fabbrica fu nazionalizzata e la produzione di profumi sospesa; riprese nel 1925 su iniziativa di un ex collaboratore di Henry Brocard che attribuì allo storico profumo il nome che ancora oggi lo contraddistingue e che era maggiormente consono alla politica sovietica dell'epoca. Il tappo della boccetta, che nella versione pre-rivoluzionaria ricordava le cupole del Cremlino, assunse un aspetto meno lezioso e più stilizzato La produzione non subì mai arresti, neanche nel periodo delle Grandi purghe, anzi, proprio nel 1938, in pieno periodo staliniano, la sua vendita fu promossa da pubblicità statali.

## Bouquet
Il profumo del Krasnaya Moskva presenta forti e dolcissimi aromi di bergamotto, coriandolo, olio essenziale di neroli, garofano rosa, gelsomino, iris e fave di Tonka. La ricetta non è nota ed è coperta da segreto industriale.